# Kim Hee-jin
Kim Hee-jin (kor. 김희진; ur. 29 kwietnia 1991 w Pusan) – południowokoreańska siatkarka, grająca na pozycji środkowej i atakującej. Obecnie występuje w drużynie Hwaseong IBK Altos.

## Sukcesy klubowe
Mistrzostwo Korei Południowej:
- 2013, 2015, 2017
- 2014, 2016, 2018
- 2021

Puchar KOVO:
- 2013, 2015, 2016

## Sukcesy reprezentacyjne
Puchar Azji:
- 2014
- 2010

Mistrzostwa Azji:
- 2015
- 2011, 2013, 2017, 2019

Igrzyska Azjatyckie:
- 2014

## Nagrody indywidualne
- 2013: MVP Pucharu KOVO
- 2015: Najlepsza blokująca ligi południowokoreańskiej w sezonie 2014/2015
- 2015: MVP Pucharu KOVO